# Claude M. Kicklighter

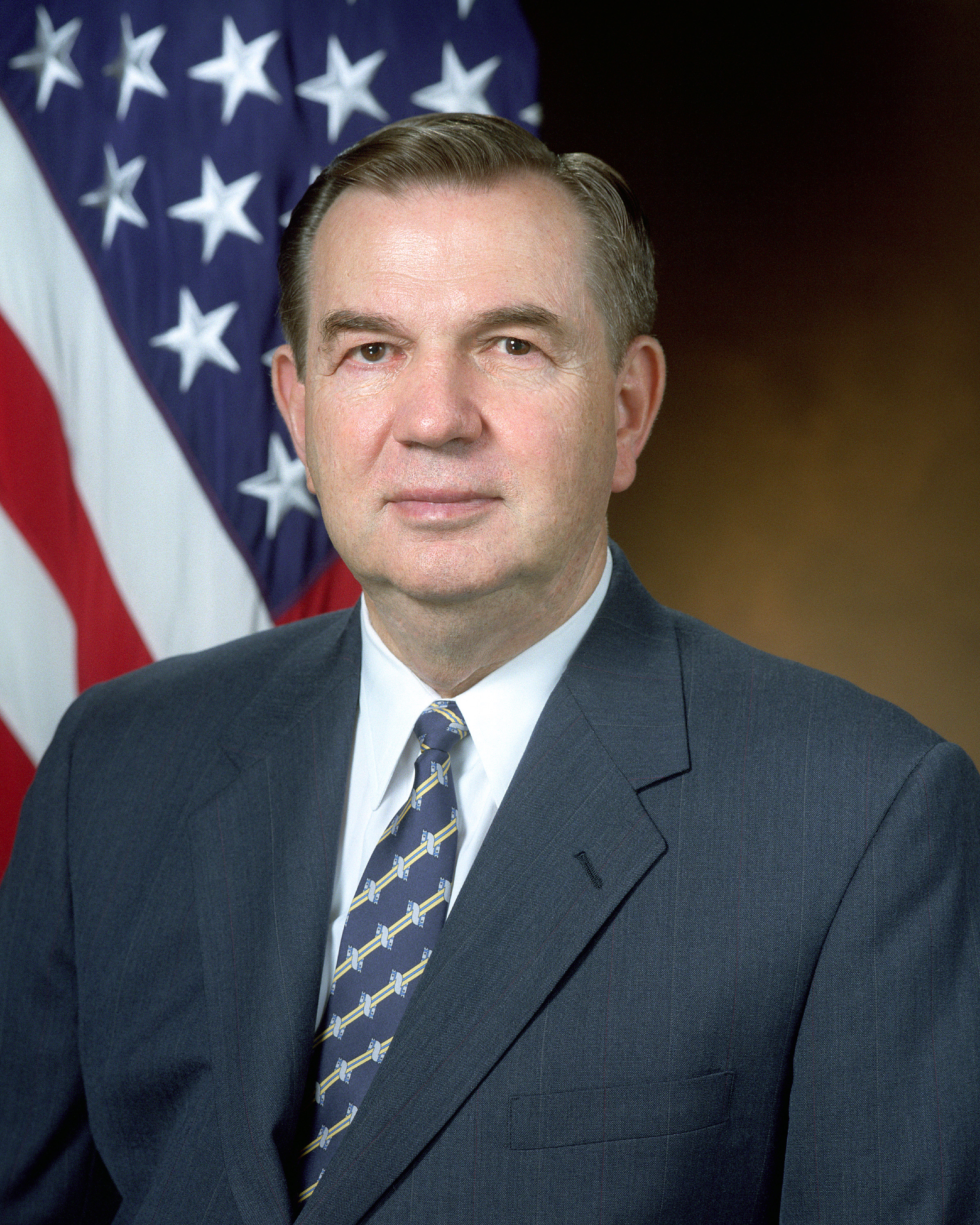
Claude M. Kicklighter (1997)

Claude Milton „Mick“ Kicklighter (* 22. August 1933 in Glennville, Tattnall County, Georgia) ist ein pensionierter Generalleutnant der United States Army. In den Jahren 2007 und 2008 war er nach seiner Militärzeit als Zivilist Generalinspektor im Verteidigungsministerium der Vereinigten Staaten.
Nach der High School absolvierte Claude Kicklighter das Georgia Military College und die Mercer University an der er Biologie studierte. Im Jahr 1955 wurde er in das Offizierskorps des US-Heeres aufgenommen. In der Armee durchlief er anschließend alle Offiziersränge vom Leutnant bis zum Dreisterne-General.
In seinen jüngeren Jahren absolvierte er den für Offiziere in den niederen Rangstufen üblichen Dienst in verschiedenen Einheiten und Standorten. Im weiteren Verlauf seiner Laufbahn kommandierte er Einheiten auf fast allen militärischen Ebenen. Zwischenzeitlich wurde er auch als Stabsoffizier verwendet. In den Jahren 1970 bis 1971 war er im Vietnamkrieg eingesetzt, wo er Stabsoffizier bei der 101. Luftlandedivision war. Danach war er von 1972 bis 1973 Bataillonskommandeur bei der 4. Infanteriedivision. Anschließend gehörte er bis 1975 den Joint Chiefs of Staff an, wo er in der Abteilung J4 (Logistik) für Fragen des Nachschubs für die in Vietnam und Kambodscha eingesetzten Truppen zuständig war. Es folgte eine Versetzung nach Teheran im Iran, wo er in den Jahren 1975 und 1976 für logistische Aufgaben bei der dortigen amerikanischen Militärvertretung (Office of Defense Representative) verantwortlich war.
In den Jahren 1976 bis 1979 kommandierte Claude Kicklighter die Artillerie der 24. Infanteriedivision. Daran schloss sich eine Versetzung nach Europa an, wo er bis 1981 in den Niederlanden Stabsoffizier der dort stationierten amerikanischen Truppen war. Von 1981 bis 1984 war er Stabschef beim US Army Materiel Development and Readiness Command in Alexandria in Virginia. Es folgte eine Versetzung nach Hawaii, wo er im Jahr 1984 als Nachfolger von William H. Schneider das Kommando über die 25. Infanteriedivision übernahm. Diesen Posten behielt er bis 1986. Danach war er bis 1989 Stabsoffizier im Heeresministerium (Director of the Army Staff).
Im Juli 1989 erhielt Kicklighter das Kommando über das damalige United States Army Western Command. In dieser Funktion löste er Charles W. Bagnal ab. Während seiner Zeit als Kommandeur dieser Einheit wurde diese neu gegliedert und in United States Army Pacific umbenannt. Allerdings war diese Einheit nicht identisch mit der im Jahr 2000 aus ihr entstanden gleichnamigen bis heute bestehenden Einheit. Nachdem er sein Kommando am 31. August 1991 an Johnnie H. Corns übergeben hatte, schied er aus dem aktiven Militärdienst aus.
Nach dem Ende seiner Militärzeit setzte Kicklighter seine Tätigkeiten im öffentlichen Dienst auf Regierungsebene fort. Er leitete das amerikanische Komitee zur Organisation der Gedenkfeiern anlässlich des Ende des Zweiten Weltkriegs. In den Jahren 1995 bis 1998 war er im Heeresministerium als Unterstaatssekretär (Deputy Under Secretary of the Army) Leiter der Abteilung für internationale Beziehungen. Von 1999 bis 2005 arbeitete er im Veteranenministerium, wo er zuletzt die Stelle des Stabschefs bekleidete (Chief of Staff of the Department of Veterans Affairs). Außerdem war er für das Verteidigungsministerium als einer der Direktoren des Irak Transition Teams tätig. Das Team war für die Umstrukturierung der amerikanischen Kräfte im Irakkrieg zuständig. Später wurde er im Rahmen einer Kooperation zwischen dem Verteidigungsministerium und dem Außenministerium mit einer ähnlichen Aufgabe in Bezug auf Afghanistan betraut. Vom 30. April 2007 bis zum 14. Juli 2008 bekleidete Claude Kicklighter das Amt des Generalinspekteurs des Verteidigungsministeriums. Von 2012 bis 2014 war er Leiter des Department of Defense Office of Commemorations. Von 2008 bis 2015 war er, zwischenzeitlich zeitgleich, auch einer der Direktoren der zur George Mason University gehörenden Scalia School of Law.

## Orden und Auszeichnungen
Claude Kicklighter erhielt im Lauf seiner militärischen Laufbahn unter anderem folgende Auszeichnungen:
- Army Distinguished Service Medal
- Defense Superior Service Medal
- Legion of Merit
- Bronze Star Medal
- Department of Defense Medal for Distinguished Public Service
- Presidential Citizens Medal